# Захаров, Александр Сергеевич (ватерполист)
Александр Сергеевич Захаров (род. 3 апреля 1954, Киев) — советский ватерполист.

## Карьера
Воспитанник киевского водного поло. Играл в составе киевского «Динамо». Серебряный (1976) и бронзовый (1973, 1974, 1977) призёр чемпионата СССР. Чемпион мира 1975 года. Участвовал в Олимпиады-1976.